# 烏丸由美
烏丸 由美（からすまる ゆみ）は、日本の美術家。

## 来歴
烏丸は大阪市に生まれ、京都市立芸術大学美術学部彫刻科を卒業後、イタリア国立美術アカデミー(ボ
ローニャ校)絵画コースを修了した。1990年代より活動拠点をイタリアに移し、現在はイタリア・ボロ
ーニャ市および兵庫県川西市を拠点に制作活動を行っている。
国外から現代日本を見つめる視点を持ち、その作品は日本への深い愛情とともに、憂いや不安、そして
自国であり異国でもある日本に対するアンビヴァレントな感情を表現している。絵画やパフォーマンス
を通して、もう一つの視点から「日本」を表現することを試みている。
1995年より「原爆シリーズ」に取り組み、1999年には広島で原爆記念日に合わせた個展を開催した。そ
の他の主要なシリーズとして、1990年代初頭から継続している「家族シリーズ」、2000年にスタートし
た「ティーンエージャー・シリーズ」、および「東京風景シリーズ」などがある。
「フェーシング・ヒストリーズ(歴史と向き合う)」は作家の長年にわたる探求の主題であり、個人と
社会、記憶と歴史の交差点における表現を通じて、過去と現在を問い直す試みがなされている。
パンデミック期に開始した《シン・デザイン+プラスシリーズ》では、日本の伝統的なテキスタイル文
様を基に、ポップな感性と洗練された色彩を融合させた表現を展開。ヨーロッパ・ルネサンス絵画のエ
ッセンスが「WOVEN(織り込まれ)」ることで、東洋と西洋、絵画とデザイン、歴史と現在が交差する
独自のスタイルを生み出している。
その後の《温故知新シリーズ》では、江戸時代の美術、特に花鳥風月のモチーフを題材とし、繊細なド
ローイングを通じて色彩とリズムの調和、新たなディティールと感覚の探求を行っている。

## 主な個展
- 2025年 "Cha-cha-cha con i giocattoli!", 25° anniversary of 24 FRAME Future Film Festival

(24 FRAME 未来映画祭25周年記念)DumBo, ボローニャ、イタリア
https://www.futurefilmfestival.it/en/cha-cha-cha-con-i-giocattoli-yumi-karasumarus-solo- exhibition/
https://www.futurefilmfestival.it/it/svelata-limmagine-che-celebra-ledizione-2025/
https://www.artribune.com/arti-performative/cinema/2025/04/intervista-artista-yumi- karasumaro/
- 2024年 "おもちゃでチャチャチャ、オー、ベイビー! チャチャチャ!!",

MANIFESTO GALLERY, 大阪
"温故知新- Forming new art from classics", エスパス京都, 京都大丸, 京都
"Yumi’s New School - ユミの新しい学校", Alchemilla アルケミラ・アソシエーション、
パラッツォ・ヴィッツァーニ、 ボローニャ、イタリア
https://www.alchemilla43.it/2024/04/12/yumis-new-school-
"Learning from the past - 温故知新", L’Ariete artecontemporanea, ボローニャ、イタリア
https://www.galleriaariete.it/2024/01/21/yumi-karasumaru/
- 2023年 "フェーシング・ヒストリーズ 2023", Galleria Paola Verrengia, サレルノ、イタリア

https://www.galleriaverrengia.it/facing-histories-2023-yumi-karasumaru/
「つむぐ~WOVEN VOL.2」 Gallerie CENTENNIAL,大阪
「温故知新 -Forming new art from classics」 KATSUYA SUSUKI GALLERY, 東京
https://www.katsuya-susuki-gallery.com/exhibition/yumikarasumaru-2/
- 2021年 「つむぐ~東洋と西洋、絵画とデザイン」 KATSUYA SUSUKIギャラリー, 東京

https://www.katsuya-susuki-gallery.com/exhibition/yumikarasumaru/
- 2018年「FACING HISTORIES」 ガレリア・イ・ヴォルピー二、ボローニャ、イタリア
- 2016年「FACING HISTORIES」ボローニャ近代美術館（通称・マンボ）[1]
- 2015年「フェーシング・ヒストリーズ」六本木ヒルズ A/D　ギャラリー、東京、

京都市立芸術大学ギャラリー@KCUA
　　　　「フェーシング・ヒストリーズ・イン・ヒロシマ」
広島県立美術館・県民ギャラリー、広島
- 2014年「Spiriti Evanescenti」マルフィーザ・デステ宮、フェラーラ、イタリア

　　　　「FACING HISTORIES」ギャラリー・ウーグ、リヨン、フランス
- 2013年「Tokyo- Monogatari(東京物語)」スタジオ・カルロッタ・ペッシェ,[3]

ボローニャ、イタリア
- 2011年 「Tokyo Stories- Vol.3」ギャラリー・ウーグ、リヨン、フランス
- 2010年 「It’s Our Tokyo Stories」 ミヅマアクション(ミヅマアートギャラリー)、東京
- 2009年  「Tokyo Stories」ファビオ・パリス・アートギャラリー、ブレッシャ、イタリア
- 2006年 「分身－エブリディ・ライフ」ミヅマアクション（ミヅマアートギャラリー）、東京
- 2005年  「東京エイジャーズ」ファビオ・パリス・アートギャラリー 、ブレッシャ、イタリア
- 2004年  「FACING HISTORIES」テアトロ・ヌォーボ・ジョバンニ・ダ・ウーディネ

ウーディネ 、イタリア
- 2002年 「フェイシング・ヒストリーズ」マルセル・シャイナー・ギャラリー、

ヒルトン・ヘッド・アイランド(USA)
- 1999年  「日のいづる国より」ルイージ・フランコ現代美術画廊、トリノ、イタリア

「時間（とき）の封印」広島県立美術館 県民ギャラリー、広島
「MODERN CRIMES（モダン・クライムズ～現代の犯罪）」ビア・ファリーニ、ミラノ、イタリア
- 1998年 「SPAZIO APERTO」ボローニャ近代美術館、ボローニャ、イタリア

## 主要なグループ展
- 2024年 「Padiglione Bologna」、市民現代美術ギャラリーMuVi、ヴィアダーナ(MN)、

イタリア
- 2023年 「IMAGE」、リンク・スタジオ・アルテ、ボローニャ、イタリア
- 2021年「+Divenire. Dove inizia il numero di esodo」コルチャーノ・フェスティバル、

コルチャーノ、イタリア
- 2019年「 Turn over #1 」 ガレリア・パオラ・ヴェレンジャ、サレルノ、イタリア
- 2018年「Lari- gli spiriti protettori della casa（守護神・家を守るスピリット）」,

トリエンナーレ・ディ・ミラノ、Superstudio、ミラノ、イタリア,
「EX-NOVO」, プラート・ファンデーション, ナポリ、イタリア
- 2017年 「Roberto Daolio – vita e incontri un critico d’arte attraverso le opere di una collezione

non intenzionale（ロベルト・ダオリオ-意図のないコレクションの作品群に見る美術評論家の人生と出会い）」
ボローニャ近代美術館（通称・マンボ MAMbo）、ボローニャ、イタリア
- 2016年「La Casa do ut do-Art for Hospice-i valori dell’ABITARE

ピナコテーカ・ナツィオナーレ・ボローニャ、ボローニャ、イタリア
「Tam Tam:Normal Meraviglie,la Mano」トリエンナーレ・ディ・ミラノ、ミラノ、イタリア
- 2012年「Do ut do – Art for Hospice」スパーツィオ・カルボネージ、ボローニャ、イタリア
- 2009年「Run, Jump and Throw-Athletics in international Contemporary Art」ベルリン市民ホール、

ベルリン、ドイツ
「Second Skin」　スパーツィオ・パラッジ、 トレヴィーゾ、イタリア
- 2007年 「RED HOT -Asian Art Today from the Chaney Family Collection」

ヒューストン・ファインアーツ美術館（ＵＳＡ）
- 2006年「LA DONNA OGGETTO - 女性の中の神話とメタファー 1900-2005」カステッロ・ディ・ビジェバーノ、イタリア
- 2005年 「CHRONOS バロック時代からコンテンポラリー・エイジまでの時間 とき」

イル・フィラトーイオ、カラッリオ（クーネオ）、イタリア
「BOLOGNA CONTENPORANEA 」ボローニャ近代美術館、ボローニャ、イタリア
「XIV QUADRIENNALE DI ROMA 」ローマ国立近代美術館、ローマ、イタリア
- 2004年 「COMUNITA'- COMMUNITY, 第七回国際アートプライズ/エルマンノ・カーゾリ」

セッラ・サン・クィリコ(ＡＮ)、イタリア
「FEMALE DIGNITY - inszenieng der Weiblichkeit in der modernen Kunst」Schloss Ulmerfeld, Ulmerfeld,オーストリア
「OFFICINA  AGIA（オフィチーナ・アジア）」ボローニャ近代美術館、ボローニャ :リドット宮、エクス・ペスケリア・アートギャラリー、チェゼーナ :アレンゴ宮、リミニ、イタリア
- 2002年 「MOUNTAIN WAY – アートする山の細道」フリザッコ宮、トルメッツォ、イタリア
- 2001年 「Tutto l’odio del Mondo」アレンガリオ宮、ミラノ、イタリア

「Figures of the 1900s beyond the academy」、ボローニャ国立アカデミー、ボローニャ、イタリア
「MY OPINION」、ランフランキ宮、ピサ、イタリア
- 2000年 「INSIGHTS」アドリアーノ・オリヴェッティ財団、ローマ、イタリア
- 1999年 「Video.it- Young Art at S.Pietro in Vincoli」サン・ピエトロ・イン・ビンコリ、トリノ、

イタリア
- 1998年 「過去2年間における新収蔵品展」ボローニャ近代美術館、ボローニャ、イタリア

「SUBWAY- ミラノ地下鉄構内でのアート」ミラノ、イタリア
「ROMAGNA- KASSEL」ヴェーロ・ストッピオーニ・現代美術館、サンタ・ソフィア（フォルリ）、イタリア
- 1997年「UNIVERSARTE」サン・ジョバンニ・イン・モンテ、ボローニャ、イタリア
- 1995年 「Biennale di Venezia, Aperto ’95- OUT OF ORDER」ボローニャ近代美術館、ボローニャ、イタリア
- 1994年 「DON CHISIOTTE」サンマリーノ共和国国立近代美術館、サンマリノ共和国

## 主なパフォーマンス
- 2024 年 "The Storyteller, Il narratore - Pro-memoria di Onoda, Last samurai",

5 月10 日、アルケミラ・アソシエーション、
パラッツォ・ヴィッツァーニ、ボローニャ、イタリア
"The Storyteller, Il narratore - The Double Pop Songs", 5 月 19 日、22日、
アルケミラ・アソシエーション、パラッツォ・ヴィッツァーニ、ボローニャ、
イタリア
https://www.youtube.com/watch?v=4VljCD50tcI&t=1s
"The Storyteller, Il narratore - Brave Storie del Giappone in tre quadri e 93 parole",
2月1,3日 アリエーテ・アートコンテンポラリー、ボローニャ、イタリア
https://www.galleriaariete.it/2024/01/21/yumi-karasumaru/
- 2023年 "The Storyteller, Il narratore - The Double Pop Songs for Salerno 2023”、

11月18日、Galleria Paola Verrengia, サレルノ、イタリア
https://www.youtube.com/watch?v=7gaN1xrqNo4
- 2020年 "The Storyteller, il narratore 2020 - Kodanshi per la Galleria de'foscherari”、

(デフォスケラーリ画廊の講談師)、ボローニャ近代美術館(MAMbo), 9月20日、
ボローニャ、イタリア
https://www.youtube.com/watch?v=uvGoK_gFtyY
"Yumi-transformer, Life changing program 2020-2021”、
(ユミズ・トランスフォーマー、人生を変えるプログラム2020-2021)
6月24日、25日、ガレリア・デ・フォスケラーリ、ボローニャ、イタリア
https://www.youtube.com/watch?v=2JWwCyBl26c
https://www.youtube.com/watch?v=mD5UIW7ltHw
「The Story-teller, il narratore 2020 – Il nome di quell’uomo è Pasquale
（その男の名 は パスクワーレ）」1月24日、
ガレリア・デ・フォスケラーリ、ボローニャ、イタリア　
「デフォスケラーリ画廊の講談師」、企画展「デフォスケラーリ画廊1968-2018」のクロージングイベント、9月20日、ボローニャ近代美術館、ボローニャ、イタリア
「Yumi-transformer, Life changing program 2020-2021(ユミ• トランスフォーマー, 人生を変えるプログラム)」6月24,25日、デフォスケラーリ画廊のエントランスにて。ボローニャ、イタリア
- 2019年 「The Bumper Car Kodanshi – Circolare」 10月13日、ミラノ近郊の町

バッジョの遊園地にて。ミラノ、イタリア
「The Story-teller, Kataribe 2019 – Make yourself at home」 作家のスタジオ兼住居にて2月1日から2月3日まで行われた
ボローニャアートフェアー関連のARTCITYのプロジェクト。ボローニャ、イタリア
- 2018年 「ザ・ストーリーテラー, Il narratore 2018 – ザ・フォー・ポップ・ソングス」

at I VOLPINI for ArtCity Bologna,1月31日、ボローニャ、イタリア
- 2017年 「フェーシング・ヒストリーズ・イン・ヒロシマ - トリノ・スペシャルバージョン

2017」,11月4日、エットレ・フィ―コ美術館,トリノ、イタリア
「Story-teller, il narratore-versione speciale per Napoli 2017」6月15日　サンテオ・ドーロ宮、ナポリ、イタリア
- 2016年  「WHITE STORY」11月22日、トレント・ロベレート近現代美術館

（通称・マート　Mart）、ロベレート、イタリア
「FACING HISTORIES IN HIROSHIMA」8月6日、ボローニャ近代美術館（通称・マンボ MAMbo）、ボローニャ、イタリア
- 2015年  「フェーシング・ヒストリーズ・イン・ヒロシマ」,８月６日、９日、

京都芸大ギャラリーアクア、京都
「FACING HISTORIES IN HIROSHIMA, NipPop special」テアトロシー、ボローニャ、イタリア
- 2014年 「KOROSù-I kill (special version for Malfisa)」マルフィーザ・デステ  宮、

フェラーラ、イタリア
「The Story-Teller, Kataribe 2014」　ギャラリー・ウーグ、リヨン、フランス
- 2013年 「The Story-Teller, il narrator」スタジオ・カルロッタ・ペッシェ、ボローニャ、

イタリア
「The Story-Teller, il narrator」,「KOROSù-to Kill」サン・マッティア教会跡（アートフェアー・アート　シティーのイベント）ボローニャ、イタリア
- 2011年 「The Story-Teller」ギャラリー・ウーグ、リヨン、フランス
- 2010年「The Story-Teller」ミヅマアクション(ミヅマアートギャラリー)、東京
- 2009年 「The Story-Teller」コイン百貨店、トレヴィーゾ、イタリア

「The Story-Teller」ファビオ・パリス・アートギャラリー、ブレッシャ、イタリア
- 2006年 「Koros-Aikiru (I Kill)」ミズマアクション(ミズマアートギャラリー)、 東京
- 2002年  「FACING HISTORIES」マルセル・シャイナー・ギャラリー、ヒルトン・ヘッド・

アイランド( ＵＳＡ）
- 2001年 「かたりべ（ナラトーレ）」（家庭における芸術）G. マジーニ、M.

パオレット邸にて、9月16日　ピサにて
- 2000年  「INSIGHTS」アドリアーノ・オヴィエッティ財団、ローマ、イタリア

「BUNSHIN（分身）」トレント市立現代美術館、トレント
「フルクサスの夕べ」サン・ドメニコの回廊にて－エクス・スタッローニ、レッジョ・エミリア、イタリア
- 1999年  「アルテ・ドメスティカ（家庭における芸術）ツアー」 （イタリア）

M・デ・ミケリス、アグネス・コーマイヤー邸にて、5月18日、ベネツィア
「アルテ・ドメスティカ（家庭における芸術）ツアー」 （イタリア）
ジェンマ・ディ・アンジェリス・テスタ邸にて、4月20日、トリノ
「アルテ・ドメスティカ（家庭における芸術）ツアー」（イタリア）
ルービン・レービ邸にて、2月24日、トリノ
「アルテ・ドメスティカ（家庭における芸術）ツアー」 （イタリア）
クラウディオ・グエンツァーニ邸にて、2月11日、ミラノ
- 1998年 「アルテ・ドメスティカ（家庭における芸術）ツアー」 （イタリア）

パトリッツィア・ブルザロスコ邸にて、12月16日、ミラノ
「SHORT STORY OF JAPAN」サン・カルリーノシアター、ブレッシャ・ミュージック・アート・フェスティバル、ブレッシャ、イタリア
テレビ番組 「レ・ノッティ・デッランジェロ」 に出演、イタリア・ウノ

## パブリック・コレクション
- エットレ・フィ―コ美術館, トリノ、イタリア
- サンマリノ共和国国立近代美術館
- ボローニャ大学
- ボローニャ近代美術館(MAMbo)
- トリノ市立現・近代美術館(GAM)
- マイクロソフトファンデーション

## 授賞歴
- 2004年「COMUNITA'-COMMUNITY」国際アートプライズ

「ERMANNO CASOLI- settima edizione」審査員特別賞

## 書籍
- 2015年 『FACING HISTORIES – フェーシング・ヒストリーズ』　烏丸由美[6]フェーシング・ヒトリーズ展実行委員会
- 2016年 『KOROSU – IO UCCIDO -コロス- I KILL』Kappalab publisher